# Residenzpflicht (Kirchenrecht)
Unter Residenzpflicht versteht das katholische und evangelische Kirchenrecht, dass die Inhaber eines Kirchenamtes – insbesondere katholische   und evangelische Pfarrer – verpflichtet sind, nahe der Kirche in der ihnen zugewiesenen kirchlichen Dienstwohnung bzw. im Pfarrhaus zu wohnen. Gleiches gilt in Deutschland auch für Ständige Diakone im pfarrlichen Dienst.
In begründeten Fällen können von dieser Verpflichtung Ausnahmen gewährt werden. 
Der katholische Bischof ist als Vorsteher einer römisch-katholischen Diözese zur Residenz in seiner Diözese verpflichtet.
Neben der Residenzpflicht gilt im Kirchenrecht für die betreffenden Personen auch die Präsenzpflicht.